# Ходжамастон (Кушониёнский район)
Ходжамастон (тадж. Хоҷамастон) — село в Кушониёнском районе Хатлонской области Республики Таджикистан. Подчинен администрации джамоата посёлка Бохтариён.
Находится на расстоянии 20 км от райцентра (пгт. им. Исмоила Сомони) и 5 км от посёлка Бохтариён.
Население — 425 чел. (2017).
Прежнее название — до 2024 — Гозималик.